# Sherwood Forest (Spiel)
Sherwood Forest ist ein 2009 bei eggertspiele erschienenes Brettspiel von Nils Finkemeyer mit Illustrationen von Alexander Jung. Das Spiel versetzt die Spieler in die Zeit Robin Hoods und als Anführer von Räuberbanden versuchen sie die lukrativsten Reisegruppen durch den Sherwood Forest zu überfallen und dem Sheriff von Nottingham ein Schnippchen zu schlagen.

## Inhalt
- 1 Spielplan
- 6 Lager in den Spielerfarben blau, gelb, grün, rot, schwarz und violett
- Figuren aus Holz:
  - 48 Räuber, je 8 in den Spielerfarben
  - 18 Marker, je 3 in den Spielerfarben
  - 1 Startspielerfigur
  - 1 Kutsche
- Spielkarten
  - 1 Startspielerkarte
  - 55 Reisegruppenkarten, davon 10 Sheriffkarten
  - 24 Ausrüstungskarten, davon 6 besondere Ausrüstungskarten
- Weiteres Spielmaterial aus Pappe:
  - 42 Goldsäcke
  - 12 Bündnismaker, je 2 mit den Buchstaben C bis H
- Spielanleitung (6 Seiten)
- Doppelseite mit Beispielen

## Beschreibung
Das Spiel wird über 6 Runden gespielt. Dabei wird zwischen der Einsteiger- und der Profivariante unterschieden. Letztere wird mit den Sheriffkarten und den besonderen Ausrüstungskarten gespielt. Jede Runde besteht aus 2 Phasen, der Planungs- und der Überfallphase. In der Planungsphase setzen die Spieler reihum ihre Räuber an verschiedenen Orten ein um entweder Gold in Ruhm umzuwandeln, Informationen über kommende Reisegruppen zu erfahren, sich beim Händler Ausrüstungsgegenstände zu besorgen, neue Räuber anzuwerben oder Verstecke zu besetzen. Beim Besetzen von Verstecken sollten einerseits die Informationen über die zu erwartenden Reisegruppen beachtet werden und andererseits wenn man selber zu schwach ist um eine Reisegruppe zu überfallen, ein Bündnis mit anderen Spielern eingegangen werden. Die Planungsphase ist abgeschlossen wenn alle Spieler ihre Räuber eingesetzt haben. Der Spieler, dem dies als erster gelingt erhält 1 Ruhmespunkt, der 2. ist der Startspieler in der Überfallphase.
In dieser wählen die Spieler Reisegruppen, die sie durch den Sherwood Forest schicken. Kommen diese an mit Räubern besetzten Verstecken vorbei, werden sie überfallen wenn die Räuber dazu stark genug sind, wobei ihnen die beim Händler erworbenen Ausrüstungsgegenstände helfen können. Sind die Räuber nicht stark genug zieht die Reisegruppe weiter um evtl. an einem anderen Versteck überfallen zu werden. Wird eine Reisegruppe überfallen, wird die Beute, d. h. Ruhmespunkte, Gold und evtl. neue Räuber unter den am Überfall beteiligten Spielern aufgeteilt. Nachdem alle Reisegruppen (die Anzahl hängt ab von der Anzahl der Spieler) in der Überfallphase eingesetzt wurden, endet diese Runde und eine neue Planungsphase beginnt.
Sieger des Spieles ist der Räuber, der die meisten Ruhmespunkte eingeheimst hat.
In der Profivariante kommen noch die Sheriffkarten und weitere Ausrüstungsgegenstände ins Spiel. Durch die Sheriffkarten können die Spieler Ruhmespunkte und Räuber verlieren, wenn sie nicht stark genug in ihren Verstecken sind.

## Spielkritiken
- Spielbox Ausgabe 7/09: „Ende eines Mythos“